# Городище (Черкасская область)
Городи́ще (укр. Городище) — город в Черкасской области Украины. Входит в Черкасский район; до 2020 года был административным центром упразднённого Городищенского района.

## Географическое положение
Находится на реке Ольшанка (приток Днепра).

## История
Первое письменное упоминание о Городище относится к XVI веку, когда эти земли входили в состав Великого княжества Литовского и принадлежали шляхетскому роду Конецпольских.
После Люблинской унии 1569 года Городище вошло в состав Речи Посполитой.
Жители Городища участвовали в восстании Хмельницкого, в 1649 году Городище стало сотенным городком Черкасского полка.
Во второй половине XVII века — начале XVIII века город переходил от одного владельца к другому. После Прутского договора 1711 года городищенские имения стали собственностью сначала князей Любомирских, позже были приобретены Григорием Потёмкиным и перешли от него по наследству к его племяннице Александре Энгельгардт — жене гетмана Ксаверия Браницкого. Став приданым Елизаветы Браницкой, имения перешли к её мужу князю Михаилу Воронцову и, далее, — к их внучке графине Екатерине Андреевне Шуваловой (жене Н. П. Балашова).
В 1768 году жители города были участниками Колиивщины.
После второго раздела Речи Посполитой в 1793 году Городище вошло в состав Российской империи и стало волостным центром Черкасского уезда Киевской губернии.
В 1848 году братья К. и Т. Яхненко и Ф. Симиренко основали возле Городища первый сахарный завод (закрытый в 1887 году).
26 ноября 1917 года здесь была установлена Советская власть.
С 1923 году город стал районным центром, в 1925—1932 годах — Черкасского округа, позже — Киевской области.
В 1930 году здесь началось издание районной газеты.
Во время Великой Отечественной войны с 30 июля 1941 до 9 февраля 1944 года поселение находилось под немецкой оккупацией, во время которой здесь действовала антифашистская подпольная группа.
В 1944 посёлок имени Г. И. Петровского переименован в Городище.
В 1951 году здесь действовали сахарный завод, плодоконсервный завод, маслодельный завод, кирпичный завод, керамический завод, сельскохозяйственный техникум, 5 школ (из них две средние), Дом культуры, две библиотеки и больница.
В 1954 году Городище вошло в состав Черкасской области, в 1956 году стало городом районного подчинения.
В 1970 году численность населения составляла 16 тыс. человек, здесь действовали сахарный комбинат, маслодельный завод, пивоваренный завод, совхоз-техникум и народный музей С. С. Гулак-Артемовского, а также производились стройматериалы.
В начале 1980 года здесь действовали сахарорафинадный комбинат, маслоцех Черкасского молокозавода, пивоваренный завод, хлебный завод, комбикормовый завод, кирпичный завод, карьероуправление по добыче и обработке лабрадорита, межколхозная строительная организация, комбинат бытового обслуживания, райсельхозтехника, 7 общеобразовательных школ, музыкальная школа, спортивная школа, ПТУ сахарной промышленности, совхоз-техникум, две больницы, санаторий, Дворец культуры и три Дома культуры, три клуба, кинотеатр и 7 библиотек.
В январе 1989 года численность населения составляла 17 109 человек, основой экономики являлись предприятия пищевой промышленности, а также добыча и обработка лабрадорита.
В мае 1995 года Кабинет министров Украины утвердил решение о приватизации находившегося в городе АТП-17147.

## Население
На 1 января 2013 года численность населения составляла 14 291 человек.

### Языковой состав
Родной язык населения по данным переписи 2001 года:
| Язык       | Численность, чел. | Доля     |
| ---------- | ----------------- | -------- |
| Украинский | 15 054            | 97,18 %  |
| Русский    | 390               | 2,52 %   |
| Другие     | 47                | 0,30 %   |
| Итого      | 15 491            | 100,00 % |

## Экономика
- Городищенское хлебоприёмное предприятие[15]

## Транспорт
- Железнодорожная станция Городище[4][8] на линии Фастов — Смела[9] Одесской железной дороги

## Известные уроженцы
- Георгий (Юрий) Леонидович Пятаков (укр. Георгій (Юрій) Леонідович П'ятаков; 6 [18] августа 1890, Городище, Черкасский уезд, Киевская губерния, Российская империя — 30 января 1937, Москва, СССР) — советский партийный, хозяйственный и государственный деятель.